# George Chambers (Politiker, 1786)
George Chambers (* 24. Februar 1786 in Chambersburg, Franklin County, Pennsylvania; † 25. März 1866 ebenda) war ein US-amerikanischer Jurist und Politiker. Zwischen 1833 und 1837 vertrat er den Bundesstaat Pennsylvania im US-Repräsentantenhaus.

## Werdegang
George Chambers genoss eine klassische Erziehung und besuchte danach die Chambersburg Academy sowie dann bis 1804 das Princeton College. Nach einem anschließenden Jurastudium und seiner 1807 erfolgten Zulassung als Rechtsanwalt begann er in Chambersburg in diesem Beruf zu arbeiten. Politisch trat er erst in den 1830er Jahren als Mitglied der Anti-Masonic Party in Erscheinung.
Bei den Kongresswahlen des Jahres 1832 wurde Chambers im zwölften Wahlbezirk von Pennsylvania in das US-Repräsentantenhaus in Washington, D.C. gewählt, wo er am 4. März 1833 die Nachfolge von Robert Allison antrat. Nach einer Wiederwahl konnte er bis zum 3. März 1837 zwei Legislaturperioden im Kongress absolvieren. Seit dem Amtsantritt von Präsident Andrew Jackson im Jahr 1829 wurde innerhalb und außerhalb des Kongresses heftig über dessen Politik diskutiert. Dabei ging es um die umstrittene Durchsetzung des Indian Removal Act, den Konflikt mit dem Staat South Carolina, der in der Nullifikationskrise gipfelte, und die Bankenpolitik des Präsidenten.
Nach dem Ende seiner Zeit im US-Repräsentantenhaus praktizierte George Chambers wieder als Anwalt. Im Jahr 1837 war er Delegierter auf einem Verfassungskonvent seines Staates; 1851 wurde er Richter am Supreme Court of Pennsylvania. Er starb am 25. März 1866 in Chambersburg, wo er auch beigesetzt wurde.